# ハスドルバル

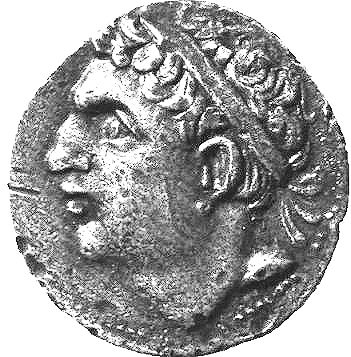
ハスドルバル

ハスドルバル (Hasdrubal, ポエニ語: 𐤏𐤆𐤓𐤁𐤏𐤋) は、古代のカルタゴ人によく見られる男性名。「バアルこそ我が救い」の意で、ハスドゥルバルやハシュドゥルバルとも呼ぶ。以下、著名な人物を挙げる。

## ハスドルバル(ハミルカルの娘婿)
ハスドルバル (Hasdrubal, 紀元前270年 - 紀元前221年) は、カルタゴの将軍。ハミルカル・バルカの娘婿。ハミルカル死後のイベリア半島を支配した。
第一次ポエニ戦争後、ハスドルバルはハミルカルに従ってイベリア半島に赴き征服と植民地化を開始した。紀元前228年、ハミルカルが死亡すると、ハスドルバルは軍の指揮権を継承し、より強力に征服を推し進めた。一方で国内の整備にも力を注ぎ、カルタゴ・ノウァ（現カルタヘナ）を建設し首都とした。紀元前226年、ローマとの間にエブロ川以北に進出しない旨の盟約を結んだ。その後もハスドルバルは内政の充実に力を注いだが、紀元前221年にケルト人の暗殺者に殺された。後継にはハミルカルの息子のハンニバルが齢26歳ながらも立った。

## ハスドルバル・バルカ
ハスドルバル・バルカ (Hasdrubal Barca, 紀元前245年 - 紀元前207年) は、カルタゴの将軍。ハミルカル・バルカの次男、ハンニバルの弟。第二次ポエニ戦争中、兄に代わってイベリア半島の指揮権を掌握した。
第二次ポエニ戦争中の紀元前218年、兄のハンニバルがイタリア遠征に向かうにあたって、ハスドルバルはイベリア半島の経営を任された。以降8年間、ハスドルバルは、スキピオ・カルウス、コルネリウス・スキピオの兄弟率いるローマ軍とイベリア半島の覇権を争う。紀元前216年、ハンニバルがカンナエの戦いでローマ軍に壊滅的な打撃を与えた。しかし、イベリア半島の戦線は、コルネリウス・スキピオ兄弟によって劣勢下にあった。ハスドルバルは、弟のマゴと別のカルタゴ将軍ハンニバル・ギスコが引き連れてきた援軍を合わせて戦力を再編した。その一方で、地元部族を買収し、ローマ軍内のイベリア兵が脱走するように仕向けた。カルタゴ軍は少しずつ状況を好転させていき、紀元前211年のバエティス川の戦いでローマ軍を破り、コルネリウス兄弟を戦死させた。
紀元前210年、大スキピオ率いるローマの援軍がイベリア半島に到着すると戦況は一変し、カルタゴ軍は敗退を繰り返すようになった。紀元前209年、カルタゴ・ノウァが大スキピオによって攻略された。紀元前207年、ハスドルバルはハンニバルへ援軍を届けるために、アルプス山脈を越えてイタリア半島に侵入した。しかし、合流の前にローマの二個軍団が現れ、メタウルス河畔で戦いとなった。このメタウルスの戦いでカルタゴ軍は大敗し、ハスドルバルは戦死した。ハスドルバルの首は切り落とされ、ハンニバルの軍営に投げ込まれた。

## ハスドルバル (騎兵将軍)
ハスドルバル (Hasdrubal) は、カルタゴの将軍。第二次ポエニ戦争中、ハンニバルの部下として主要な戦闘に参加した。紀元前216年、カンナエの戦いでカルタゴ軍左翼のスペイン・ガリア騎兵を指揮し、ローマ軍の騎兵を壊走に追い込む。その後、ローマ軍本隊の後方に回り込んで包囲を完成させ、勝利の立役者となった。

## ハスドルバル・ギスコ
ハスドルバル・ギスコはカルタゴの将軍。第二次ポエニ戦争でヒスパニア戦線が劣勢に立たされると増援としてカルタゴから派遣された。
リウィウスからはハミルカル・バルカの息子との記載があり、また同じ戦線でハスドルバル・バルカと共同で戦ったこともあり、両者は混同されることが多い。しかし現在ではカルタゴ出身の別の人物と考えられ、バルカ家の一員とは見なされてはいない。

## ハスドルバル
第三次ポエニ戦争におけるカルタゴの指揮官。スキピオ・アエミリアヌス（小スキピオ）に敗れた。